# Раперсвилен
Раперсвилен (нем. Raperswilen) — коммуна в Швейцарии, в кантоне Тургау.
С 2011 года входит в состав округа Кройцлинген (ранее входила в округ Штекборн). Население составляет 397 человек (на 31 декабря 2007 года). Официальный код — 4846.